# Jörg Plickat

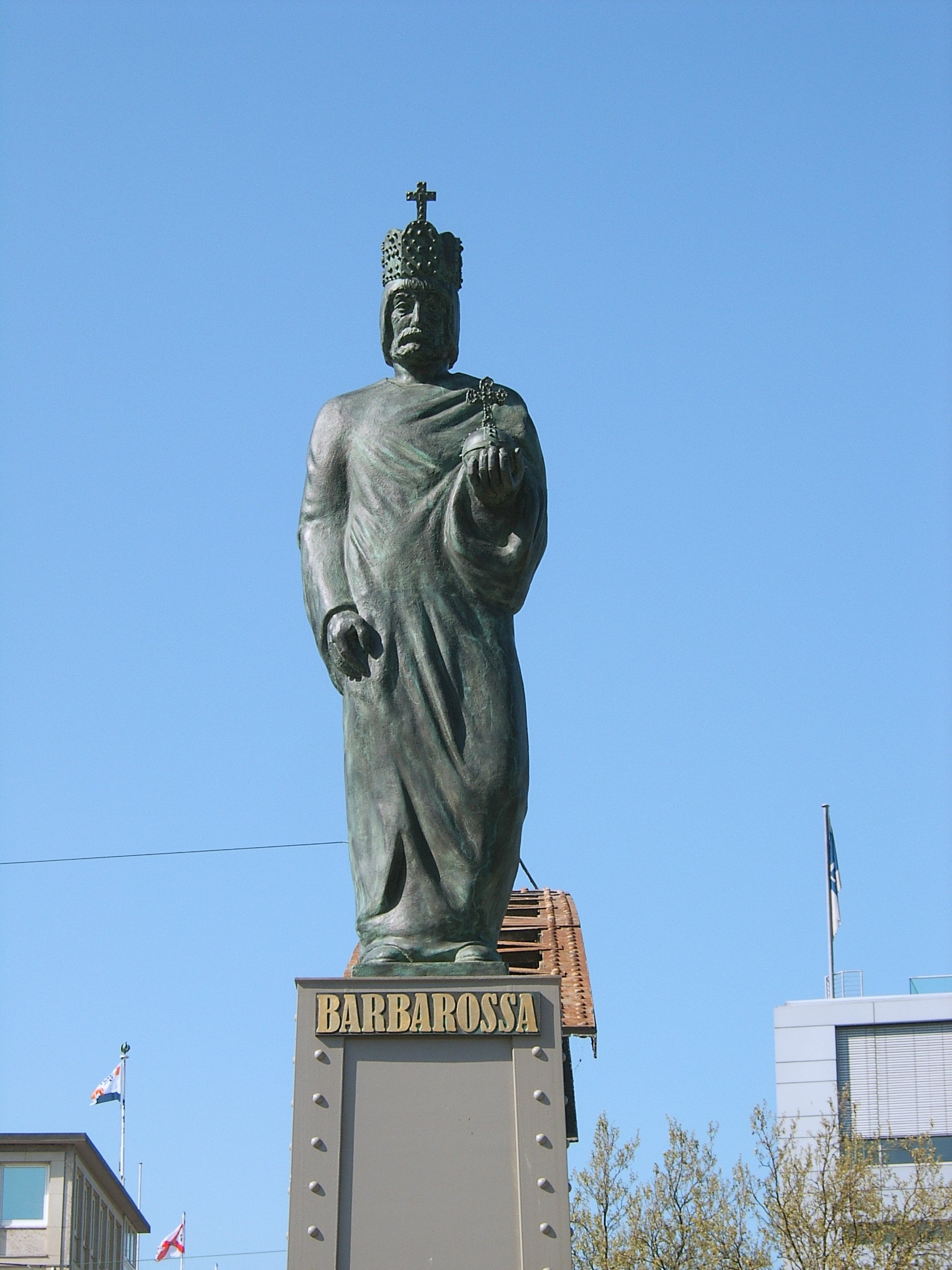
Barbarossa-Figur von Jörg Plickat auf der Brooksbrücke in Hamburg-Altstadt

Jörg Plickat (* 1954 in Hamburg) ist ein deutscher Bildhauer.

## Werdegang

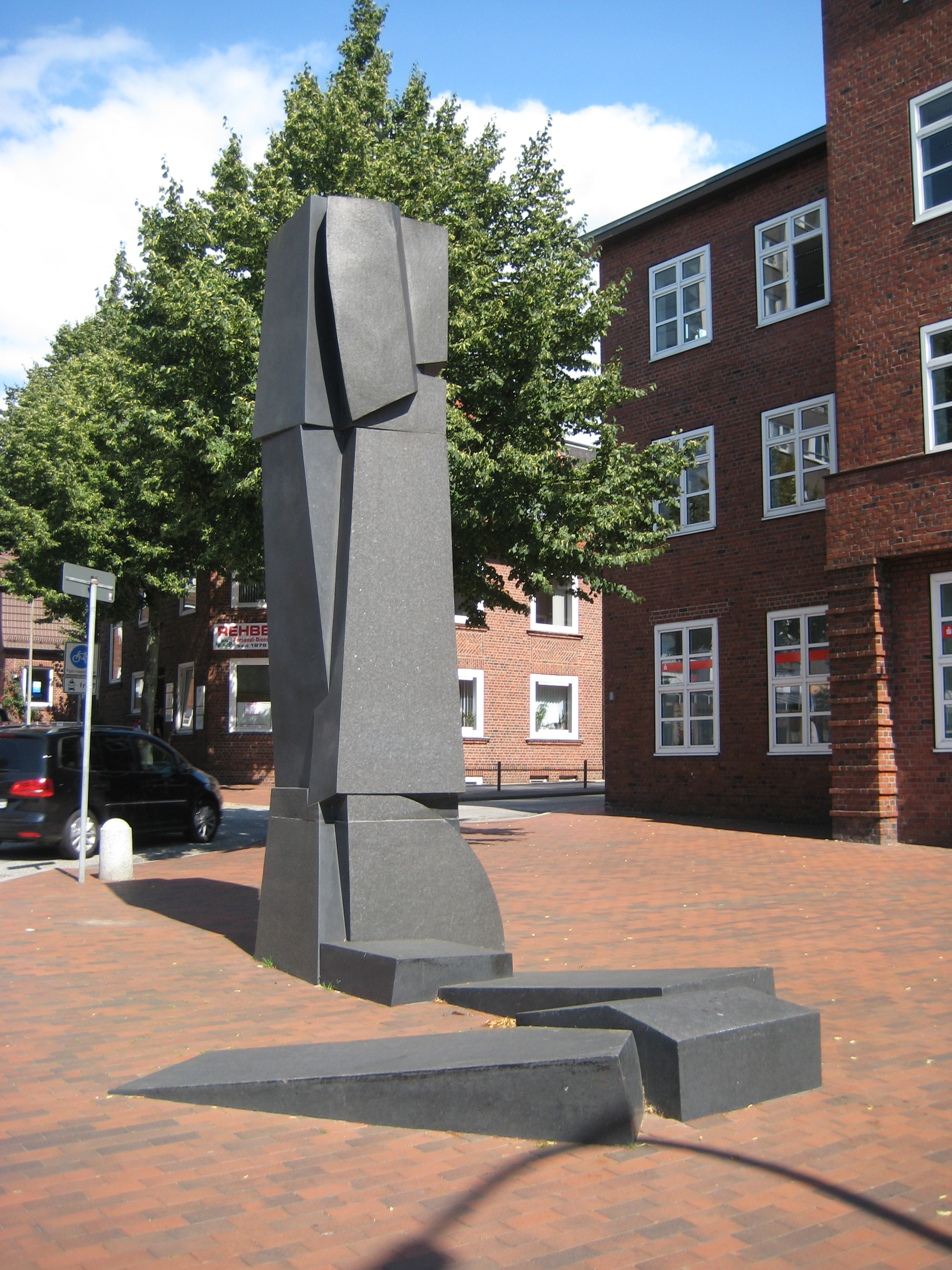
Jörg Plickat, „Dithmarscher Stele“, 1995 in Itzehoe

Er studierte Bildhauerei an der Muthesius Kunsthochschule in Kiel und erwarb 1980 das Diplom. Plickat ist freiberuflich tätig. Seine Werke wurden auf internationalen Ausstellungen gezeigt, er bekam Preise und Stipendien. Er schuf über 90 bleibend installierte Skulpturen im öffentlichen Raum.
Plickat kommt ursprünglich von der Figur. In seinen frühen Arbeiten und in einigen neueren Arbeiten im denkmalgeschützten Bereich, wo ein figuratives Arbeiten explizit gefordert war, wird dieses deutlich (siehe Abbildung). Ab ca. 1990 wendete sich Plickat jedoch seinem für ihn typisch gewordenen kubisch-reduzierten Formenstil zu, der international verstanden wird. Plickat arbeitet in Bronze, Naturstein und Corten-Stahl.
Plickats Arbeit gilt der zeitgenössischen Skulptur, oft im Dialog mit bedeutender historischer Bausubstanz. Unter Einbeziehung der Denkmalpflege werden seine Arbeiten in den ergänzenden Dialog mit historisch wichtigen Bauten oder Fragmenten gestellt. Plickat geht es in diesen Arbeiten um innovative Denkansätze im Umgang mit denkmalgeschütztem Kulturgut. Der Arbeit voran geht die bestmögliche Sicherung und Erhaltung der historischen Baumassen durch Restauratoren, so dass diese auch späteren Generationen für wissenschaftliche Forschung unverfälscht zur Verfügung stehen. Der historischen Substanz stellt Plickat die zeitgenössische Skulptur oder skulpturale Ergänzung entgegen, so konzipiert und gestaltet, dass Fachleute und versierte Laien sie sofort als Neuschöpfung erkennen, gleichzeitig aber ein spezifischer Bezug zum historischen Kulturgut gegeben ist und durch die Ergänzung ein besonderer Anreiz der Rezeption und der Reflexion gegeben wird.
Am 1. Dezember 2013 wurde in Plickats Heimatgemeinde Bredenbek (Kreis Rendsburg-Eckernförde) der Plickat Skulpturenpark „Koppel der Künste“ eröffnet. Präsentiert werden neun große Skulpturen Plickats.

## Lehrtätigkeit
2011 hat Jörg Plickat als erster nichtchinesischer Lehrer am Sculpture Department der Academy of Art and Design an der Tsinghua-Universität Peking und am Public Art Department der Chinesischen Hochschule der Künste in Hangzhou in Workshops und Vorlesungen Abstract Composition unterrichtet und war so an zwei der höchstrangigen Akademien Chinas tätig.
2012 – 2018 hatte er eine Gastprofessur der China Academy of Art Hangzhou inne. Im März 2014 unterrichtete Jörg Plickat als Gastprofessor an der Faculdad de Bellas Artes Felippe II der Universidad Complutense de Madrid UCM Abstrakte Komposition. Im April 2015, im April 2016 und im April 2017 unterrichtete er an der Universidad Rey Juan Carlos Madrid.

## Werke (Auswahl)

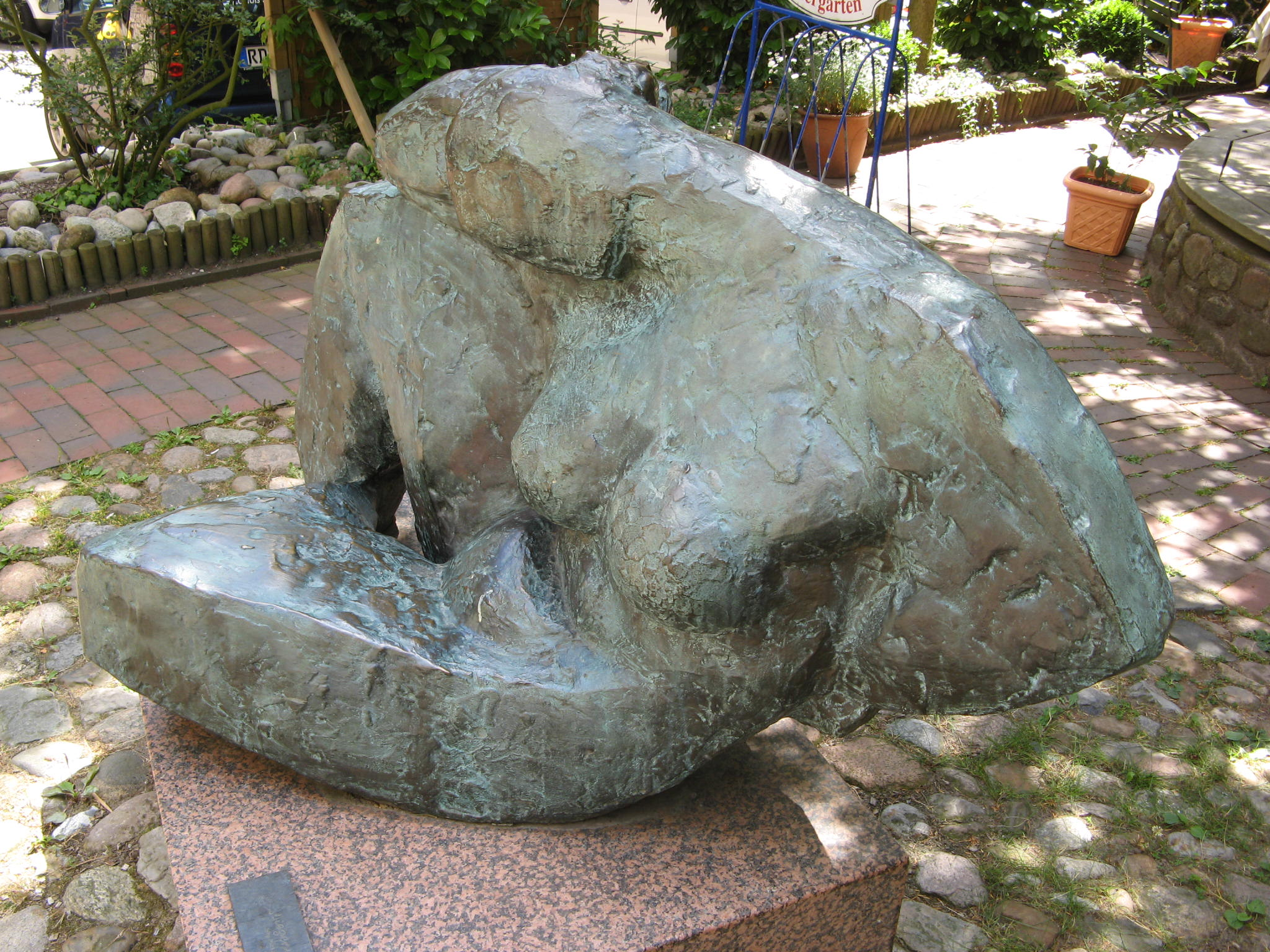
Jörg Plickat – Liegende (Schleswig)

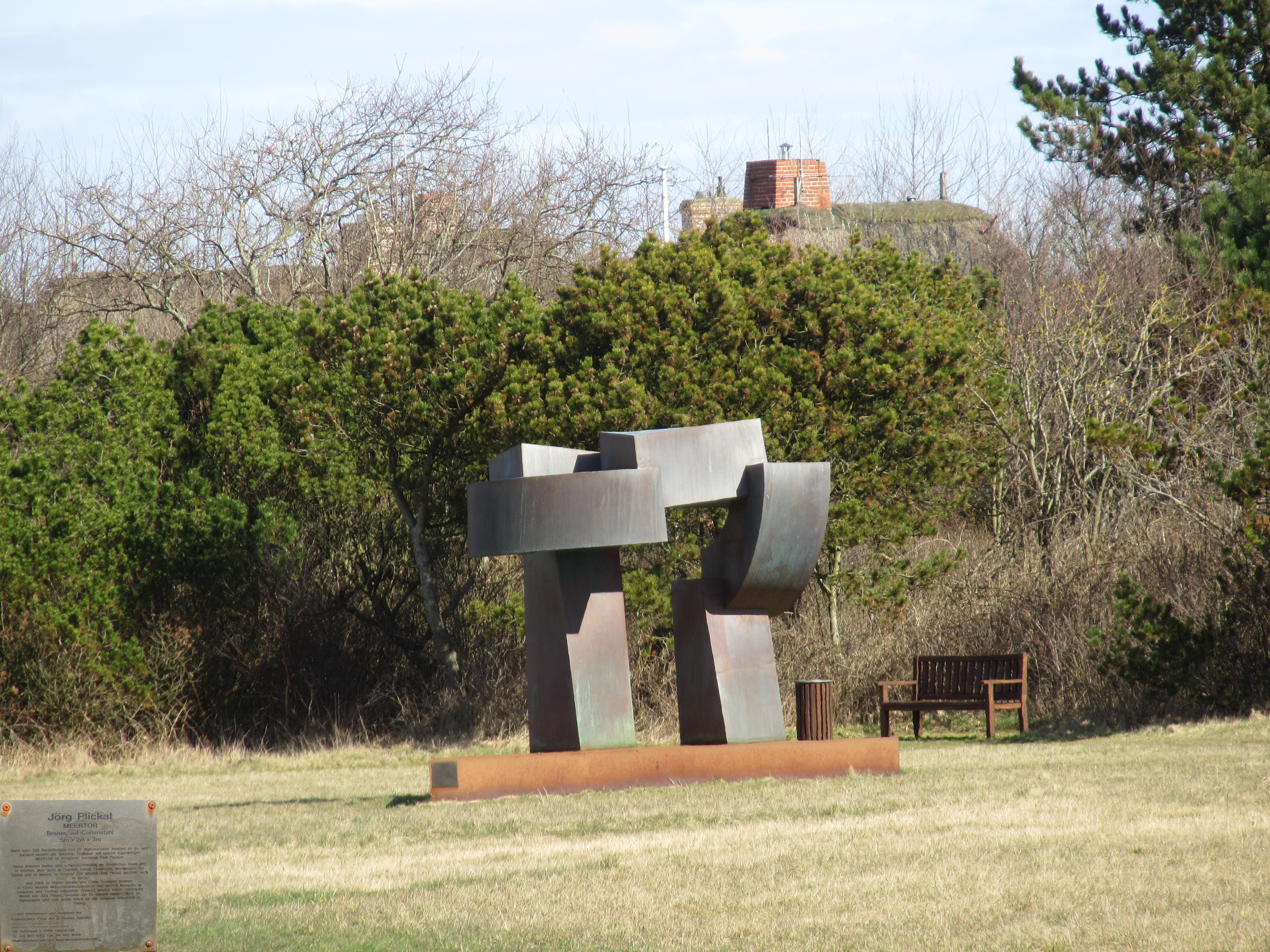
Skulptur MEERTOR im Avenarius-Park in Kampen auf Sylt von 2011 bis 2018

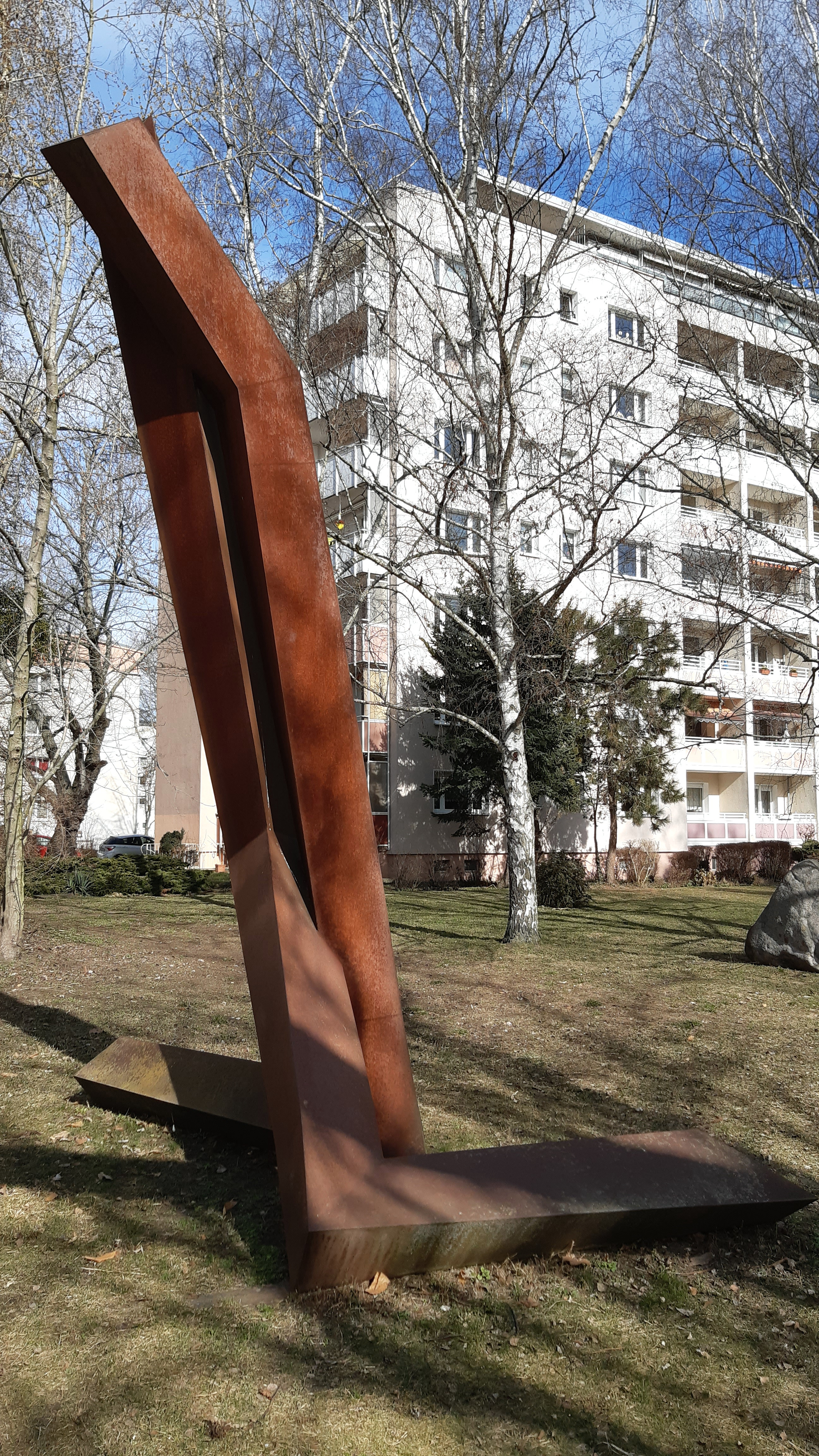
Ambos Mundos – Zwei Welten auf dem Walk of Modern Art in Potsdam, 1999

- Liegende im Innenhof des Hauses Lollfuß 3 in Schleswig, 1986
- Weiblicher Torso im Skulpturenpark Nortorf, schwedischer Granit, 1987[2]
- Matthias Claudius Gedenkstätte aus schwedischem Bohus-Granit (3,7 Meter hoch, 4,5 Meter lang) am Ufer des Reinfelder Sees mit dem vollständigen Text des Abendliedes von Matthias Claudius; eine abstrakt-kubische Gestaltung, erschaffen im Auftrag der Stadt Reinfeld, 1989
- zeitgenössische Doppel-Marienfigur des gotischen Marienleuchters der gotischen Kirche St. Jürgen in Gettorf bei Kiel in Zusammenarbeit mit dem Landesamt für Denkmalpflege, 1994
- Jesusskulptur als Schmerzensmann vor dem Kieler Kloster, das Franziskaner-Kloster von 1242 ist Keimzelle und älteste erhaltene Bausubstanz von Kiel, 1999
- Ambos Mundos – Zwei Welten, Cortenstahl, (4 Meter breit, 5,50 Meter hoch, 2,50 Meter tief) auf dem Walk of Modern Art in Potsdam, 1999[3]
- Skulpturengruppe Brooksbrücke der Speicherstadt Hamburg, 2001–2006. Diese Arbeit erfolgte in Abstimmung mit der Hamburger Denkmalpflege und unter Berücksichtigung der gestalterischen Formensprache der ehemaligen im Zweiten Weltkrieg zerstörten Figuren. Städtebauliches Ziel war es, durch Wiedergestaltung der Brückenskulpturen einen ablesbaren Bezug zur Kornhausbrücke herzustellen und damit den so erfassten Abschnitt des Zollkanals als historischen Bestandteil der denkmalgeschützten Speicherstadt erkennbar zu machen.
- Porta di Sole Terni, Umbrien, Italien 2003. Auf Einladung der städtischen Kunstoberschule wurde diese 2 m hohe Skulptur aus römischen Travertin für die „Piazza della Pace“ im Zentrum der Stadt erschaffen.
- Tastmal Kiel Hauptbahnhof, 2004. In Zusammenarbeit mit dem Blinden- und Sehbehindertenverband entstand ein ganz speziell auf die Bedürfnisse von Blinden und Sehbehinderten hin gestaltetes Tast- und Informationsmal. In einer für dieses Bronzemonument entwickelten haptischen Ästhetik werden umfassende Informationen zu Kiel, seiner Geschichte und seiner Einbindung in den Ostseeraum geboten. Das „Tastmal“ ist in ein spezielles Wegeleitsystem aus Rillenplatten für Blinde und Sehbehinderte eingebunden, spezielle Vorinformation gibt es dazu auch im Internet, so können anreisende visuell gehandicapte Personen ohne fremde Hilfe ihren Weg zu dem Tastmal finden.
- Jakobkemenate Braunschweig – Cortenstahlfassade und Skulpturengruppe, 2005–2006. Das in Zusammenarbeit mit dem Denkmalschutz Braunschweig konzipierte und in Zusammenarbeit mit OM Architekten BS geplante Fassadensystem aus Cortenstahl verweist auf die mittelalterliche Technik der Vernagelung von Kirchen- und Stadttoren mit Metallplatten zum Schutz gegen Brand und Krieg, macht die Fassade aber sofort als zeitgenössische skulpturale Ergänzung für die kriegszerstörten Gebäudeteile dieses ältesten weltlichen Gebäudes Braunschweigs erkennbar. 2008 IF Gold Award Corporate Architecture für Jakobkemenate Braunschweig (zusammen mit Om-Architekten BS)
- Skulptur für den Olympiapark, Austragungsort der Olympischen Sommerspiele 2008 in Peking, 2007. Die Skulptur von Jörg Plickat, die in Peking aus 25 Tonnen weißem chinesischen Marmor hergestellt und im Mai 2008 in der Nähe des neuen Olympiastadions installiert wurde, stellt die Welt als segmentiertes System unterschiedlicher Kulturen dar, die aber zumindest temporär durch den Rahmen der olympischen Idee zusammengehalten werden.
- Balance, Granitskulptur, 4,5 Meter hoch, für den internationalen Skulpturenpark Ordos am Grab des Dschingis Khan, Innere Mongolei, 2009
- eine Edelstahlskulptur, 4 × 5 Meter, zum hundertjährigen Bestehen der Tsinghua-Universität Peking, 2011
- Cortenstahlskulptur, 4,5 Meter hoch, für den internationalen Skulpturenpark Wuhu, Anhui Provinz China
- Schwimmskulptur, 6 × 7 × 7 Meter, permanent installiert auf dem Bodensee in schweizerischen Arbon
- Neugestaltung der Stifterwand Internationales Maritimes Museum Hamburg, 2012
- Brunnenskulptur aus rotem Migmatit, 2013, 4 × 2,8 × 4 Meter, Eingangshalle des Evangelischen Krankenhauses Hamburg-Alsterdorf der Stiftung Alsterdorf
- Cortenstahlskulptur „Encounter“, 2013, 1,9 × 4,2 × 3,5 Meter, Point Bawley, Pazifikküste bei Canberra, Australien
- Cortenstahlmemorial Klaus Groth, 2014, 4 × 3 × 2 Meter, Bahnhof Heide Schleswig-Holstein
- Kieler Nobelpreisträger: 6 Bronze-Büsten der Nobelpreisträger der Christian-Albrechts-Universität zu Kiel, 2015 und 2016. Ratsdienergarten Kiel[4]
- Cortenstahlskulptur Divided Planet („Gespaltener Planet“) 2015 3,9 × 3,3 × 2,7 Meter, Middlehead, Sydney Australien[5]

## Preise
- 2012 Kunstpreis der Schleswig-Holsteinischen Wirtschaft, parallel dazu eine Einzelausstellung im Schleswig-Holsteinischen Museum für Kunst- und Kulturgeschichte Schloss Gottorf.
- Im Rahmen der Sculpture by the Sea 2015 gewann er den Macquarie Group Sculpture Prize für die Skulptur Divided Planet („Gespaltener Planet“), Australiens höchster Preis für Bildhauerei.[6]
- Ab 2001 entwickelte Plickat in enger Abstimmung mit der Hamburger Denkmalschutzbehörde ein Konzept zur modifizierten Wiederherstellung der kriegszerstörten Skulpturenportale der Hamburger Brooksbrücke. Die Stadt hielt es nicht für sinnvoll, die Portale in ihrer ursprünglichen Höhe von bis zu 20 m wieder aufzubauen. Plickats Entwurf, der sich daher an den Proportionen der Skulpturen der benachbarten Kornhausbrücke orientierte, erfüllte schließlich die Anforderungen des Denkmalschutzes. Von 2003 bis 2006 wurden die Brückenportale von Plickat neu geschaffen, bis 2012 wurden die Brücken selbst restauriert. 2015 wurde dann die Brooksbrücke zusammen mit der Speicherstadt als UNESCO-Weltkulturerbestätte gelistet.
- 2017 NordArtpreis 2017[7]